# Sublimes Créatures
Pour plus de détails, voir Fiche technique et Distribution.
Ne doit pas être confondu avec Pauvres Créatures.
Sublimes Créatures (Beautiful Creatures) est un film fantastique américain écrit et réalisé par Richard LaGravenese, sorti en 2013. C'est l'adaptation de la saga littéraire à succès 16 lunes de Margaret Stohl et Kami Garcia.

## Synopsis
Ethan Wate, un jeune lycéen, mène une existence ennuyeuse dans une petite ville du sud des États-Unis. Cependant, des phénomènes inexplicables se produisent, coïncidant avec l’arrivée d’une nouvelle élève, Lena Duchannes. Malgré les soupçons et l’antipathie du reste de la ville envers Lena, Ethan est intrigué par cette jeune fille et se rapproche d’elle.
Il découvre que Lena est une enchanteresse, un être doué de pouvoirs surnaturels et sa famille cache un terrible secret. Malgré l’attirance qu’ils éprouvent l’un pour l’autre, ils vont devoir faire face à une grande épreuve. Comme les autres membres de sa famille, Lena saura à ses seize ans si elle est vouée aux forces bénéfiques de la Lumière ou à la puissance maléfique des Ténèbres.

## Fiche technique
- Titre original : Beautiful Creatures
- Titre français : Sublimes Créatures
- Réalisation : Richard LaGravenese
- Scénario : Richard LaGravenese, d'après les livres de Kami Garcia et Margaret Stohl
- Direction artistique : Richard Sherman
- Décors : Lorin Flemming
- Costumes : Jeffrey Kurland
- Photographie : Philippe Rousselot
- Son : John Marquis
- Montage : David Moritz
- Musique : Thenewno2
- Production : Molly Smith et Erwin Stoff
- Société de production : Alcon Entertainment
- Société de distribution : Warner Bros. Pictures (États-Unis)
- Budget : 65 000 000 $[réf. nécessaire]
- Pays d’origine : États-Unis
- Langue originale : anglais
- Format : couleur - 35 mm - 2,35:1 - son Dolby numérique
- Genre : fantastique
- Durée : 124 minutes
- Dates de sortie :
  -  Irlande : 13 février 2013
  -  États-Unis : 14 février 2013
  -  France : 27 février 2013

## Distribution
- Alden Ehrenreich (VF : Franck Monsigny ; VQ : Nicholas Savard L'Herbier) : Ethan Wate
- Alice Englert (VF : Olivia Luccioni ; VQ : Catherine Brunet) : Lena Duchannes
- Jeremy Irons (VF : Féodor Atkine ; VQ : Jean-Luc Montminy) : Macon Ravenwood
- Viola Davis (VF : Maïk Darah ; VQ : Johanne Garneau) : Amma
- Emmy Rossum (VF : Chloé Berthier ; VQ : Geneviève Désilets) : Ridley Duchannes
- Thomas Mann (VF : Donald Reignoux ; VQ : Laurent-Christophe De Ruelle) : Link
- Emma Thompson (VF : Frédérique Tirmont ; VQ : Élise Bertrand) : Madame Mavis Lincoln / Sarafine
- Eileen Atkins (VF : Annie Le Youdec) : Gramma
- Margo Martindale (VF : Coco Noël) : Tante Del
- Zoey Deutch (VF : Pascale Chemin ; VQ : Stéfanie Dolan) : Emily Asher
- Kyle Gallner (VF : Brice Ournac) : Larkin Ravenwood
- Pruitt Taylor Vince (VF : Sylvain Lemarié) : Monsieur Lee
- Tiffany Boone (VF : Fily Keita) : Savannah Snow
- Rachel Brosnahan : Genevieve Duchannes
- Robin Skye : Madame Hester
- Randy Redd : le révérend Stephens
- Lance E. Nichols : le maire Snow

Sources et légendes : Version française (V. F.) sur AlloDoublage, RS Doublage et Voxofilm ; Version québécoise (V. Q.) sur Doublage.qc.ca

## Accueil

### Accueil critique
Sur l'agrégateur américain Rotten Tomatoes, le film récolte 47 % d'opinions favorables pour 183 critiques. Sur Metacritic, il obtient une note moyenne de 52⁄100 pour 40 critiques.
Sur le site Allociné, la presse lui donne une moyenne de 2,9/5 pour 17 critiques, et les spectateurs une moyenne de 3/5 pour une moyenne de 4 745 notes dont 860 critiques.

### Box-office
- Monde : 60 052 138 $[8]
- États-Unis,  Canada : 19 452 138 $[8]
- France : 796 533 entrées[9]

## Autour du film
- Le film a tenu sa première officielle aux États-Unis le 11 février 2013 à New York.
- La date de sortie du film était à l'origine le 13 février 2013, mais le distributeur Warner Bros a repoussé la date au 14 février 2013. Cependant, le film est sorti en Suède le 13, un jour avant la date de sortie nationale.